# Lalaloopsy (telessérie)
Lalaloopsy é uma série de televisão animada infantil anglo-americana baseada nos bonecos Lalaloopsy da MGA Entertainment. A série foi ao ar em 29 de março de 2013.
A produção de voz da referida série foi feita e gravada em Calgary, Canadá, pela Chinook Animation. Depois que os primeiros episódios foram ao ar na Nickelodeon, ele foi transferido para Nick Jr. O último episódio do programa foi ao ar em 14 de setembro de 2015, mas as reprises foram transmitidas com frequência na rede até 23 de outubro de 2016, quando a telessérie foi tirada do ar. Todos os vestígios do programa foram removidos do site de Nick Jr. também. Segue um grande grupo de bonecas de pano únicas e suas aventuras pacíficas na Lalaloopsy Land.
Uma nova série animada de Lalaloopsy intitulada Somos as Lalaloopsy foi lançada em 10 de janeiro de 2017 na Netflix. O reboot tinha um estilo de arte diferente da série anterior e incluía apenas uma porção muito pequena dos personagens de Lalaloopsy.

## Enredo
Lalaloopsy se concentra na Lalaloopsy Land. A Terra Lalaloopsy é habitada por coloridas bonecas de pano, que ganharam vida no momento em que seu último ponto foi costurado. Cada episódio enfoca um ou dois grupos deles enfrentando um problema próprio e resolvendo-o por conta própria ou com a ajuda acidental ou previamente planejada do outro grupo de bonecos visto no episódio.

## Sobre
Esta série animada é estrelada pelos amigos de Lalaloopsy, que se reúnem para aventuras divertidas diárias em um mundo caprichoso cheio de surpresas bobas chamado Lalaloopsy Land.
Embora cada Lala tenha diferentes talentos e pontos de vista, são essas diferenças que tornam este mundo um lugar tão emocionante onde tudo pode - e acontece - acontecer!
Lalaloopsy é uma celebração da diversidade e do trabalho em equipe, ensinando a todos que eles são especiais à sua maneira e que cada um de nós tem algo importante a contribuir!

## Aprendizados
Por ser um programa voltado principalmente para os fãs mais jovens, havia uma lição a ser aprendida a cada episódio e voltada principalmente para um tipo de aprendizagem emocional.
Ele se concentra principalmente em:
- Resiliência - Às vezes, quando um pequeno desentendimento acontece, é melhor resolvê-lo rapidamente e seguir em frente, nunca guardando rancor.
- Resolvendo problemas usando a criatividade - Quando todos juntam seus diversos talentos e habilidades, eles podem superar qualquer obstáculo! Até mesmo soluções tolas que só funcionariam na Terra Lalaloopsy.
- Empatia - Os Lalaloopsies cuidam uns dos outros e muitas vezes fazem de tudo para ajudar uma amiga ou iluminar o dia dela!
- Perspectiva - A diversidade de todos cria muitos pontos de vista.

## Episódios
| Temporada | Episódios | Transmissão original | Transmissão original   |
| Temporada | Episódios | Estreia              | Última transmissão     |
| --------- | --------- | -------------------- | ---------------------- |
| 1         | 26        | 29 de março de 2013  | 11 de abril de 2014    |
| 2         | 26        | 7 de junho de 2014   | 14 de dezembro de 2015 |

## Difusão
No Canadá, a série estreou em 4 de maio de 2013 na Treehouse TV e depois mudou-se para Family Jr. até 28 de agosto de 2016. Nos EUA, a série estreou em 29 de março de 2013 e foi ao ar até 23 de outubro de 2016 na Nickelodeon e Nick Jr. No Sudeste Asiático, a série estreou em 3 de junho de 2013 no canal Disney Junior.